# Beas (kommunhuvudort)
Beas är en kommunhuvudort i Spanien.   Den ligger i provinsen Provincia de Huelva och regionen Andalusien, i den sydvästra delen av landet, 400 km sydväst om huvudstaden Madrid. Beas ligger 121 meter över havet och antalet invånare är 4 207.
Terrängen runt Beas är lite kuperad, och sluttar söderut. Runt Beas är det glesbefolkat, med 20 invånare per kvadratkilometer. Närmaste större samhälle är Valverde del Camino, 16,9 km norr om Beas. Trakten runt Beas består till största delen av jordbruksmark.